# アイリッシュ・ダンス

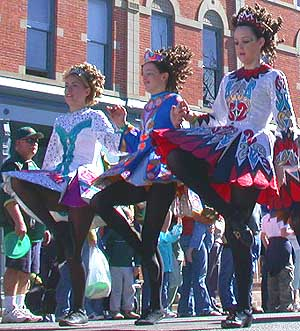
アメリカ合衆国フォート・コリンズ (コロラド州)での聖パトリックの祝日のパレードのアイリッシュ・ダンサーたち

アイリッシュ・ダンス（Irish dance）とは、アイルランドのダンスのこと。いろいろな種類がある。

## 種類
アイリッシュ・ダンスは、ソシアル・ダンス（社交ダンス）とステップダンス（足のみで踊る）に分類できる。
さらに分けるとステップダンスにはシャン・ノースからオールドスタイルステップダンスと進化し、今では競技用のステップダンス(コンペティションダンス)の3種類のタイプがある。
一般的に知られるようになったのは本来のアイリッシュダンスではなく、競技用のステップダンスをベースにつくられたパフォーマンス用のダンスで1994年ユーロヴィジョンコンテストで披露されたパフォーマンス『Riverdance』が注目を浴び、その後本格的なショーとして世界を席巻。今ではアイリッシュダンスの代名詞となったが本来のアイリッシュダンスではショーダンスのように横一列に並んでステップを踏みならすことはしない。
ソシアル・ダンスはさらにケーリー・ダンス（céilí）とセット・ダンス（set）に分類することができる。どちらもカップル（男女一組）のセットで踊られ、通常、人数は4人から16人である。アイリッシュ・ソシアル・ダンスは現在まで続く伝統で、場所によって、修正が加えられたり、新しい振り付けが施されたり、さまざまなバリエーションがある。
競技ダンス（Irish stepdance）は、ライトダンス、ヘヴィダンスの二種類があり、シューズがそれぞれ異なる。
ライトダンスでは薄い牛革に編上げの紐のついたパンプシューズ、ヘヴィダンスではファイバーチップがつま先部分につき、バンドとヒールがある牛革靴であるヘヴィシューズ（またはハードシューズ）に分かれる。
また、ソロで踊るものとグループで踊るものがある。基本は上半身を動かさず、足をのみでステップを踏むが、グループで踊るものはショーダンスとは逆に音を出さないライトダンスのみしかなく、大体二人一組となって4～16人で上半身も使って踊る。

## 歴史
アイリッシュ・ダンスの伝統は、音楽とともに発展してきた。16世紀後半のイギリスのカントリーダンスである、ジグやホーンパイプ、リールが、アイルランドで最も古い種類のダンスである。フランスから入ってきたバロックダンスのメヌエットも踊られていた。18世紀後半から、旅回りのダンス・マスター（ダンシング・マスター）がアイルランド中に教えて回り、紳士階級から最も貧しい人まで、ダンスに夢中になった。ナポレオン戦争に参加したときに、フランスのカドリーユが入ってきて、ビクトリア時代にアイルランド独自のセットダンスに発展した。18世紀半ばに、ヨーロッパから、ポルカやマズルカ、ワルツが入ってきて、流行した。アイルランドでは、ダンスマスターは20世紀に入ってもなお、生きていて、ダンスの復興に貢献した。
シャン・ノース
アイリッシュ・ステップダンスの伝統は、アイルランドの伝統音楽と一緒に発展したパーカッシヴ・ダンス（打撃系ダンス）の固有の形式から成長した。この伝統の現在の代表がシャン・ノース（Sean-nós, damhsa ar an sean-nós, rince sa sean-nós）である。シャン・ノースの最も根強い伝統はアイルランド西部のコネマラのゲールタハトにあるが、シャン・ノースのダンサーはアイルランド中にいる。
シャン・ノースとはアイルランド語で「古いスタイル」「古いやり方」という意味で、文字通り、ソロ・ステップダンスの古い形式である。特徴としては、腕と上体の力を抜いた打撃的なステップ、床に近いステップ・ダンス、自己表現性、即興性、ステップと音楽の関係の強調などが挙げられる。ほとんどのシャン・ノース・ダンサーはミュージシャン1人と踊ることを好む。伴奏はメロディオンあるいはアコーディオンが人気がある。
シャン・ノースはアイリッシュ・ステップダンスの原型で家々やパブ、ケーリー（ダンスの集まり）といった場で踊られる。
シャン・ノースの最も大規模な集まりは、アイルランド語を祝って毎年催される「Oireachtas na Gaeilge」で見られ、この時にはシャン・ノースのダンスと歌の競技会も行われる。

## オールド・スタイル・ステップダンス
シャン・ノースと関連はあるものの別系統のオールド・スタイル・ステップダンス（Old-Style Step Dance）は、旅回りのダンス・マスターによって、18世紀後期から19世紀にかけて発展し、その系統は現代まで脈々と続いている。
ダンス・マスターたちはソロ・ダンスとソシアル・ダンスの両方を様式化および変形した。具体的には、上体、腕、足の配置にルールを設けた。さらに、ダンサーたちに二度ステップを踏むこと（左足、そして右足）を指導した。オールド・スタイル・ステップダンスは、腕は固定するのではなく両側にだらりとさせて踊る。踊る場所は狭い場所であまり動き回らず、足も高く上げないことを美しさとする。爪先やかかとでたてる打撃音のアクセントを持つ勢いのあるホーンパイプやジグを男性が、足音をあまりたてず滑らかな動きを見せるスリップ・ジグやリールを女性が踊ることが多かったが、現在では男女の区別はない。
基本的にリズムに合ったステップで踊ることができるが、「ブラックバード」、「セント・パトリックス・デイ」、「ジョブ・オブ・ジャーニー・ワーク」など、“セット・ダンス”と呼ばれるダンス曲で踊る時の振り付けは、ダンス・マスターたちが創作したステップそのままに現在でも踏襲されている。これらのダンスもまた『セット・ダンス』と呼ばれるので混同しないように注意が必要である。

## ケーリー・ダンス
ケーリー・ダンスはアイルランドおよび世界中で広く踊られている。「ケーリー・ダンス」という語は、スコットランドのやり方を参考にして、19世紀末に外国からもたらされたカドリーユをベースにしたセット・ダンスとそうでないダンスを区別するためにゲール語連盟が発案し、ダンス自体も30に限って踊り方を整備した。
踊る人数は、4人～16人のカップルが向き合って踊るもの、列を作るもの、あるいは無制限のカップルが輪を作って（たとえば「ウォールズ・オブ・リムリック（The Walls of Limerick）」、「Rince Mor（＝Big Dance）」、「Bonfire Dance」）踊るものもある。前者には速くて複雑な図形を描くものが多く、後者には単純なフォーク・ダンスのようなものが多い。
※「ケーリー・ダンス」を決して「ケーリー」と略して使用してはいけない。「週末にどこそこでケーリーがある」のような会話がなされた場合、「ケーリー」という語は「ケーリー・ダンス」を指しておらず、アイルランド音楽とダンスを楽しむ社交的な集まりのことを指す。現在ではホテルや体育館などで催され、地域差や流行の時期にもよるが主に「セット・ダンス」が踊られることが多い。
※12月26日の聖スティーブンの日にはアイルランドのさまざまな場所で、藁の仮面をつけ、カラフルな服を着たWrenboysが、伝統的なケーリー音楽のバンドと一緒に、町や村をパレードして、Wren Dayを祝う。この伝統はイギリス、とくにウェールズのあちこちにもある（あるいは、あった）。（注：この段落については「ケーリー・ダンス」と関連はありませんが、元の項にあったものでそのままにしておきました）

## セット・ダンス

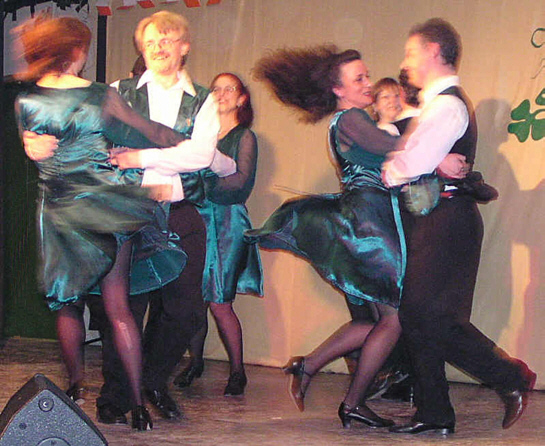
Cumann Céilí Vínで踊られるShramore Set（オーストリア、ウィーン）

セット・ダンスは、フランスのカドリーユをベースとしたアイルランドのフォークダンスである。ほとんどは4組のカップルがスクエアになって踊り、大体5～6つのフィガー（figures）を順に踊って一つのダンスが完成される。ステップはそのフィガーで演奏されるリズムによって変化する。
セット・ダンスはアイルランド各地でそれぞれ生まれ、「Corofin Plain Set」、「South Galway Set」、「Clare Lancers Set」などと発祥地の地名で呼ばれるものが多い。音楽は、各々のフィガーにリール、ジグ、スライド、ポルカ等のリズムが割り当てられており、リズムさえ同じであればどんな曲を使っても踊ることが出来る。
※注意しなければならないのが『セット・ダンス』が意味するダンスに2種類あるということである。ひとつはこの項で書いているセット・ダンス。もうひとつがステップダンスの“セット・ダンス”である。「ブラックバード（The Blackbird）」、「セント・パトリックス・デイ（Saint Patrick's Day）」、「ジョブ・オブ・ジャーニー・ワーク（The Job of Journey Work）」、「The Hunt」、「The Garden of Daisies」といったダンス曲(分類上も"setdance"と呼ばれる)で踊られるセット・ダンスがあり、かつてダンス・マスターが創作し各地に広まった「特定の」踊りを指す。
アイルランドのセット・ダンスは、アイルランド以外にも、カナダ、アメリカ合衆国、オーストリア、ヨーロッパ諸国、日本などで踊られている。一般に競技会向きではないが、世界的団体「キョータス・キョウートリィ・エーレン（Comhaltas Ceoltóirí Éireann、略称：CCE）」は競技会を催している。

## 競技用ステップダンス（コンペティション・ダンス）

### 種類
競技会で踊られるステップダンスでソロとグループで踊られる。
ソロのステップダンスは履く靴によって大きく2つに分類される。すなわち、ハード(ヘヴィ)・
シューズのhard shoe danceまたはヘヴィダンスheavy danceと、ソフト・シューズのsoft shoe danceまたはライトダンスlight danceである。
ライトダンスで基礎を学び、その後ヘヴィダンスを学ぶ。
hard shoe danceには、2/4拍子のホーンパイプ、6/8拍子のヘヴィ・ジグ、traditional setsがある。リールは普通ソフト・シューズだが、ハード・シューズでも踊られ、その場合はTreble reelと呼ばれる。
一方soft shoe danceには、4/4拍子（時には4/2拍子、2/2拍子）のリール、9/8拍子スリップ・ジグ、それに6/8拍子のライト・ジグ、12/8拍子のシングル・ジグがある。
多くの伝統的セットは不規則な音楽のフレーズを持っている。non-traditional setsというものもある。
グループで踊られるケーリー・ダンスは、厳しく様式が定められていて、Coimisiúnの『Ar Rinncidhe Foirne』にはアイリッシュ・フォークダンスとして30のケーリー・ダンスがリストアップされている。それらは競技会に出るステップダンサーたちから「"book" dance」と呼ばれている。ステップダンス競技会の多くは時間的制限から、あらかじめ決められた短いフィガー・ダンスのどれかを踊ることが要求される。

### 靴とコスチューム
ハードシューズはタップダンスのシューズに似ている。違うのは爪先とヒールが金属ではなくガラス繊維であること、かなり厚く大きいことである。昔は爪先は木製あるいは革製で、金属の釘を打ち付けてあった。後に爪先とヒールは、軽量化と音をより響きやすくするために、樹脂製あるいはガラス繊維製に変わった。

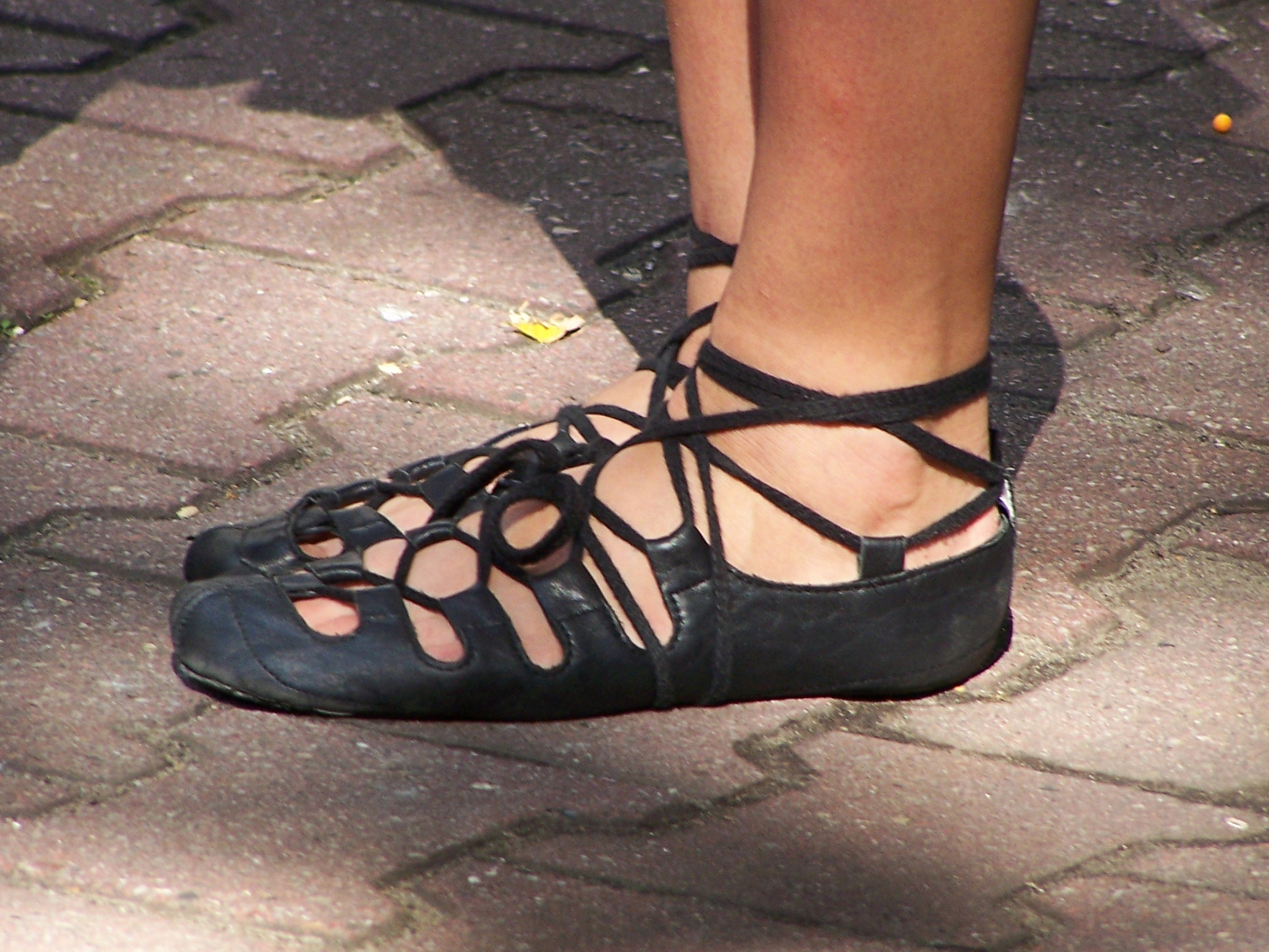
ジリーズ（著作権者：Lestath）

ソフトシューズは「パンプ・シューズpump shoes、ジリーズ（Ghillies）」とも呼ばれ、爪先は硬くなく、靴紐のある編上げの牛革の軽く足にぴったりフィットさせるシューズで色は黒である。パンプシューズは女子だけが履くもので、男子は「リール・シューズ（reel shoes）」と呼ばれる、堅いヒールのついたジャズ・シューズに似た、ヒールの音が聞き取れる、黒革の靴を履く。
数世代前は、競技会用の服は普通のよそ行き着だった。1980年代には刺繍で飾られた服が流行した。現在では女子用の服はそれ以上に、レース、スパンコール、絹、広範囲にわたる刺繍、羽、模造毛皮で飾り立てられている。アイリッシュ・ダンスのスクールにはチームの服があるが、スクールが定めた基準に達した生徒たちはソロ用に自分だけのデザイン・色の服を着てもよい。現在、女子のほとんどが、競技会で髪をカールさせるか、かつらをかぶるかしている。
これは飛び跳ねたときに動きがより増して見えポイントがアップされるためである。
なお、コスチュームにはスカートの長さや専用の白い靴下（プードルソックスpoodle socks）など規定がある。
一方、男子は昔はスコティッシュ衣装のキルトを着ることが多かったが、コスト面の問題や動きやすさ、またRiverdanceの影響でスクールの定めたシャツ、ベスト、ネクタイと対の黒いズボンを着用している。しかし、女子同様、技術が上達すれば、自分で選んだシャツ、ベスト、ネクタイを選んでよい。

### 競技会
組織化されたステップダンス競技会は「フェシュ（アイルランド語：feis、発音：ˈfɛʃ、複数形： feiseanna、「フェスティバル」の意味）」と呼ばれる。しかし厳密にはこれは音楽と技術の競技会である。より正しいダンス競技会の呼び方は「フェイラ（Féile、発音：/ˈfeɪlə/）」になるが、どちらの語でも交換可能である。ダンス競技会は年齢と技術レベルで分かれている。それぞれのレベルの呼び方は国や地方（スコットランド、アメリカ合衆国、カナダ、メキシコなどを含む）によって異なる。
アイリッシュダンスの組織（団体）はいくつかあり、それぞれの規定に従って競技会が行われるものであり、所属している団体以外での競技会への参加はできない。
世界にある団体、また競技会はアイルランドを始め、アメリカ、カナダ、オーストラリア、その他ヨーロッパを中心に存在する。
各地で催される毎年のチャンピオン競技会は「Oireachtas（発音：/oʊˈrɒktəs/）」と呼ばれる。ダンサーはたちは年齢ごとにOireachtas Rince na Cruinneと呼ばれるワールド・チャンピオンシップに勝ち上がる。そのための条件は競技会・地域によって異なる。

### 日本語
- 山下理恵子『アイルランドでダンスに夢中』（東京書籍）